# Râul Cracul Mic, Agăstin
Râul Cracul Mic este unul din cele două brațe care formează Râul Agăstin. 

## Hărți
- Harta Munții Tarcău  Arhivat în 22 februarie 2010, la Wayback Machine.
- Ovidiu Gabor - Economic Mechanism in Water Management  Arhivat în 5 martie 2009, la Wayback Machine.